# Parodia commutans
Parodia commutans är en kaktusväxtart som beskrevs av Friedrich Ritter. Parodia commutans ingår i släktet Parodia och familjen kaktusväxter. Inga underarter finns listade i Catalogue of Life.

## Bildgalleri

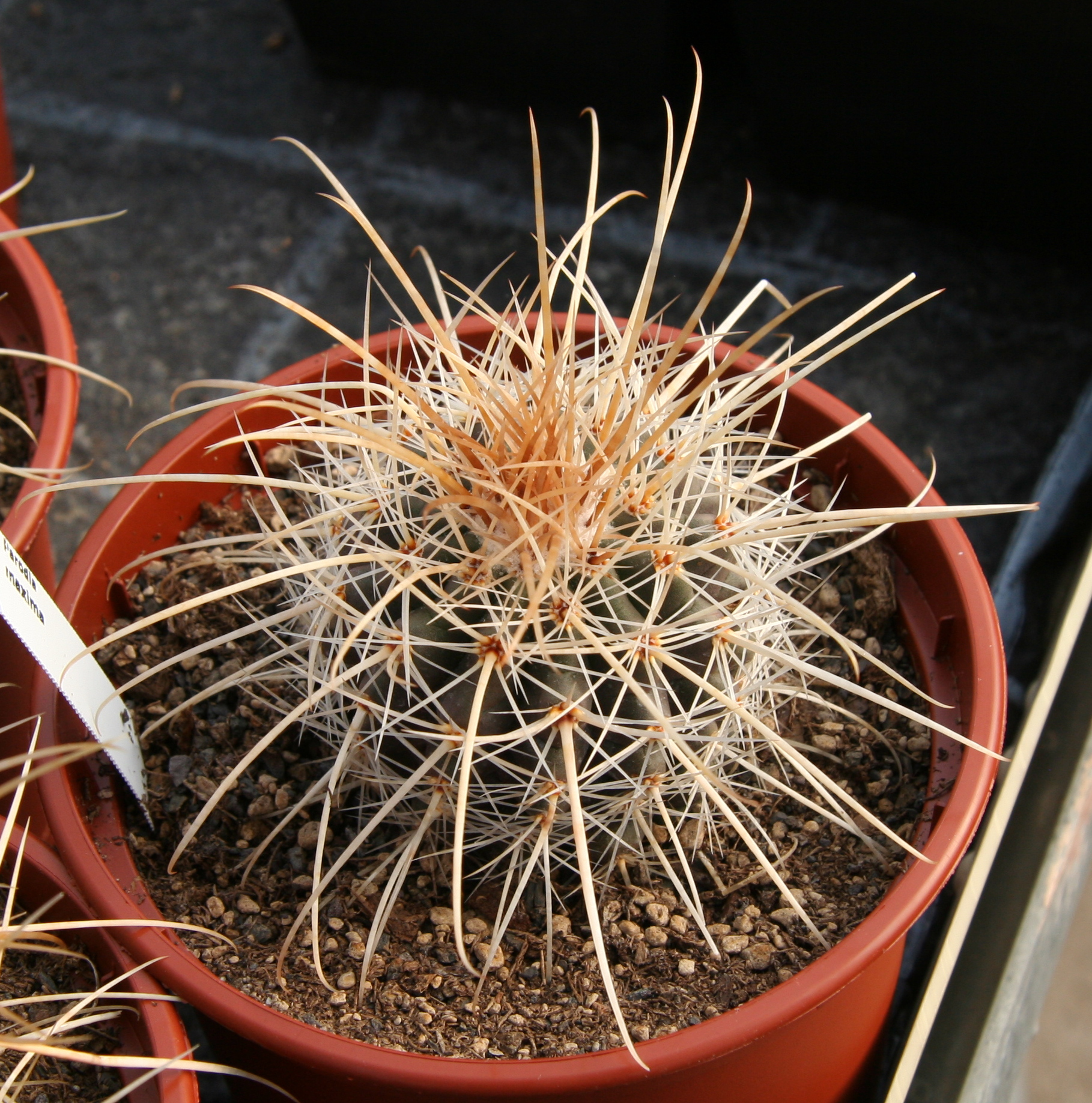